# ویندسهایم (آلمان)
ویندسهایم (به آلمانی: Windesheim) یک شهر در آلمان است که در باد کرویتسناخ واقع شده‌است. ویندسهایم ۱٬۸۷۰ نفر جمعیت دارد.